# Koszarzyska (Pieniny)
Koszarzyska – położona na wysokości 821–880 m n.p.m. przełęcz i polana pienińska na północnym zboczu Trzech Koron (982 m), w grani biegnącej z ich szczytu w kierunku Zamkowej Góry (779 m), na południe od Ostrego Wierchu (851 m). Położona w Masywie Trzech Koron, w Pieninach Właściwych, na obszarze Pienińskiego Parku Narodowego (PPN). Nazwa pochodzi od wołoskiego słowa koszar oznaczającego przenośną zagrodę dla owiec i jest często spotykana w nazewnictwie podhalańskim. W gwarze ludowej wymawiana była jako „Kosarzyska”.
Polana ma ok. 250 m długości, w południowej części wspina się na strome stoki Trzech Koron (982 m). Ciekawe widoki na Małe Pieniny i Beskid Sądecki. Dawniej na polanie Kosarzyska można było spotkać koszary z owcami – stąd nazwa polany. Dziś na polanie nie prowadzi się wypasu owiec, ale w celu zachowania bioróżnorodności, łąkę kosi się nieregularnie, co 2–3 lata. W północnej części polany znajduje się oddzielające Trzy Korony od Ostrego Wierchu siodło o wysokości 821 m i skrzyżowanie szlaków turystycznych: niebieskiego i zielonego. Na tablicy informacja, że dawniej polana była czasami koszona, a siano do wioski z wielkim trudem znoszono na plecach. Na polanie i w jej otoczeniu rośnie silnie trująca ciemiężyca zielona, wrotycz baldachogroniasty (złocień podbaldachowy), a kwiaty odwiedzane są przez motyle niepylaka mnemozynę i pazia żeglarza.
W 2009 r. na polanie Koszarzyska odłowiono nowe dla Pienin gatunki chrząszczy z rodziny stonkowatych: Aphthona pygmaea, Longitarsus monticola, Phyllotreta armoraciae.
Polana znajduje się w granicach wsi Sromowce Niżne, w województwie małopolskim, w powiecie nowotarskim, w gminie Czorsztyn.

## Szlaki turystyki pieszej

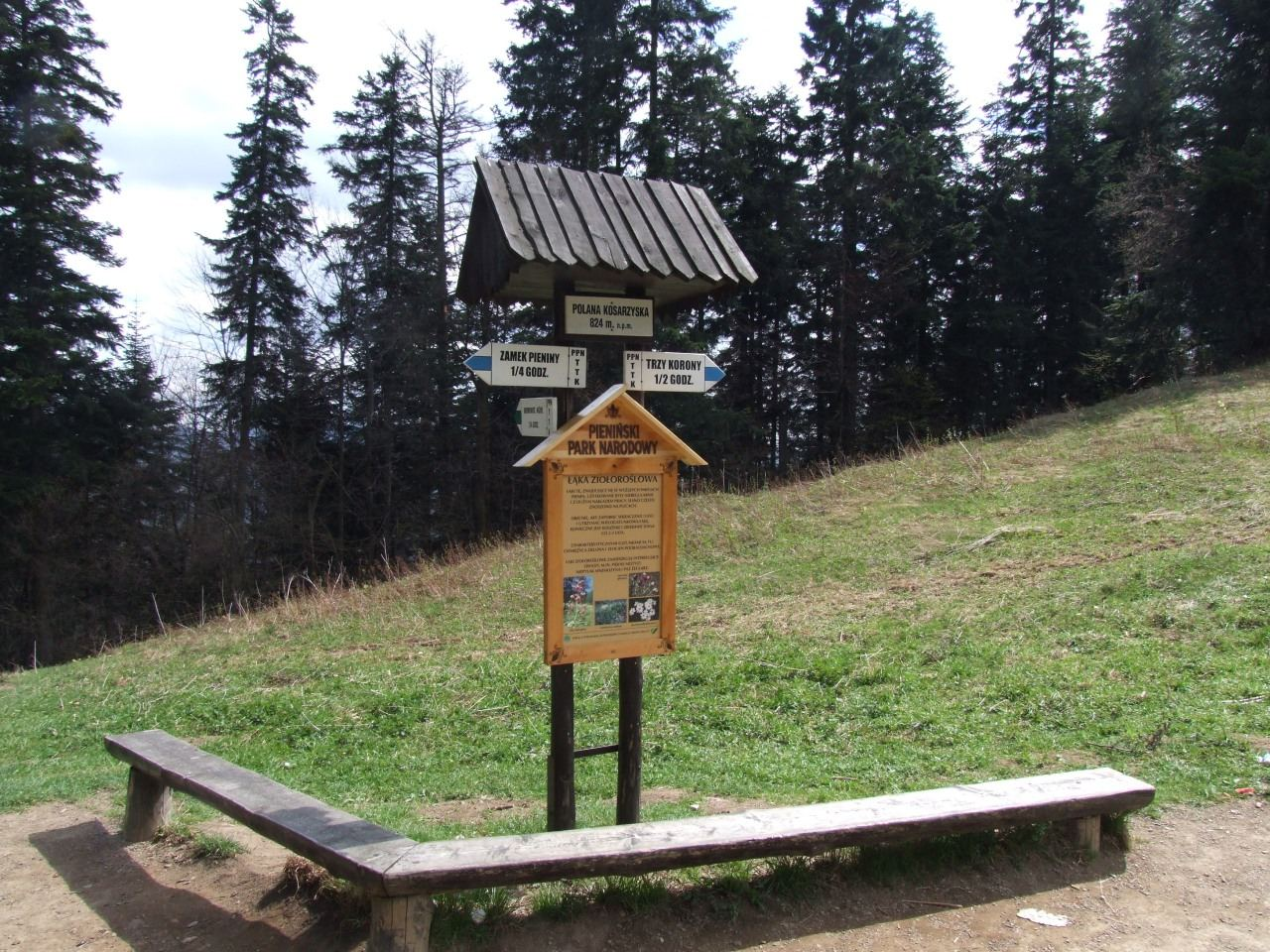
Ławka i tablice informacyjne

Na polanie znajduje się skrzyżowanie 2 szlaków:
 przez Wyżni Łazek do wylotu Wąwozu Szopczańskiego w Sromowcach Niżnych. 1.05 h, ↑ 1.25 h
 ze Szczawnicy przez przeprawę promową Nowy Przewóz, Sokolicę, Czertezik, Czerteż, Bajków Groń, Zamkową Górę, polanę Koszarzyska i Siodło na Trzy Korony. Przejście zajmuje ok. 4 godz. Powrót możliwy krótszą trasą przez przełęcz Szopkę.